# ليون سيلفر
ليون سيلفر (بالإنجليزية: Leon Silver)‏ هو جيولوجي أمريكي، ولد في 9 أبريل 1925 في مونتيسيلو في الولايات المتحدة كان مدربًا لأطقم رواد الفضاء في برنامج أبولو من خلال العمل مع الإدارة الوطنية للملاحة الجوية والفضاء (ناسا) أصبح عضوًا في الأكاديمية الوطنية للعلوم في عام 1974.

## النشأة والتعليم
وُلد ليون سيلفر في مدينة مونتايسلو بنيويورك في 9 أبريل 1925 ، وكان الأصغر بين خمسة أطفال. وكان والداه من المهاجرين اليهود من روسيا وبولندا ، انتقل والديه إلى كونيتيكت بعد وقت قصير من ولادته. تخرج من مدرسة كروسبي الثانوية عام 1942.
حصل سيلفر على درجة البكالوريوس في الهندسة المدنية من جامعة كولورادو بولدر في عام 1945. وحصل لاحقًا على ماجستير في الجيولوجيا من جامعة نيو مكسيكو عام 1948 ودكتوراه. حصل على درجة الدكتوراه في الجيولوجيا والكيمياء الجيولوجية في معهد كاليفورنيا للتكنولوجيا عام 1955.